# 山河乡
山河乡，是中华人民共和国宁夏回族自治区固原市隆德县下辖的一个乡镇级行政单位。

## 行政区划
山河乡下辖以下地区：
王庄村、山河村、边庄村、菜川村、二滩村、石碑村、崇安村和大墁坡村。